# アウルス・マンリウス・トルクァトゥス・アッティクス
アウルス・マンリウス・トルクァトゥス・アッティクス（ラテン語: Aulus Manlius Torquatus Atticus）は紀元前3世紀のパトリキ出身の共和政ローマの政治家、軍人。

## 経歴
紀元前247年にアウルス・アティリウス・カラティヌスと共にケンソル（監察官）に就任した後、紀元前244年と紀元前241年の二度、執政官（コンスル）に選出されている。
紀元前244年の同僚執政官はガイウス・センプロニウス・ブラエスス、紀元前241年の同僚執政官はクィントゥス・ルタティウス・ケルコであった。紀元前241年、ローマは20年以上も続いていた第一次ポエニ戦争に勝利した。しかし、そのすぐ後に、ファリスキ人（en）が反乱を起こし、鎮圧のために二人の執政官が派遣された。緒戦でローマの歩兵部隊が敗北したもののファリスキの騎兵も壊滅した。続く戦いでローマは勝利し、結局6日間で鎮圧された。反乱者は厳しく罰せられた。山中の要害にあったファリスキ人の都市ファレリー（en）は破壊され、麓に再建された（現在のチーヴィタ・カステッラーナ）。このファリスキ族鎮圧の功績のために、アティックスは凱旋式を実施する栄誉を得た。
第一次ポエニ戦争の勝利を機に、共和政ローマの歴史の中でこの一回だけであるが、ヤヌス神殿の扉を一時的に閉じた（ヤヌスの扉は戦時には開けられ、平時に閉じられることとなっていたが、これ以前は王政時代も含め400年に渡って開けられたままであった。今回も8年後に再び扉は開けられ、次に閉じたのはアウグストゥスであった）。しかし、初期のローマ年代記編者は、この行いを紀元前235年と紀元前224年の執政官であるティトゥス・マンリウス・トルクァトゥスのものと誤って記録している。
大プリニウスは、アッティクスが食事中に急死したと述べている。しかしながら、歴史家のフリードリヒ・ミュンツァー（en）によれば、これは彼ではなく、紀元前164年の執政官であるアウルス・マンリウス・トルクァトゥスのことであるとされている。

## 参考資料
- Friedrich Münzer : Manlius 87). In: Paulys Realencyclopädie der classischen Altertumswissenschaft (RE). Band XIV,1, Stuttgart 1928, Sp. 1211 f.